# Felix, Net i Nika oraz Teoretycznie Możliwa Katastrofa (film)
Felix, Net i Nika oraz Teoretycznie Możliwa Katastrofa – film science fiction, będący ekranizacją bestselerowej książki z serii Felix, Net i Nika o tym samym tytule. Premiera filmu została przesunięta z jesieni 2011 roku na 28 września 2012 roku. Prapremiera filmu miała miejsce na Festiwalu Polskich Filmów Fabularnych w Gdyni 7 maja 2012 o godz. 1200 i 8 maja 2012 o godz. 1700.

## Fabuła
Film opowiada o przygodach trójki gimnazjalistów – Felixa (zdolnego wynalazcy), Neta (świetnego informatyka) i Niki, która ma zdolności paranormalne. Wspólnie z programem AI, Manfredem, dokończonym przez Neta dziełem jego ojca, odbywają podróże w czasie, podczas których ich odwaga, wiedza i przyjaźń są wystawiane na próbę.

### Różnice
Przekładając powieść na scenariusz konieczne były zmiany, ponieważ bez nich film musiałby trwać około ośmiu godzin. Usunięto kilka scen z książki (m.in. sceny w Warszawie z przyszłości), pojawią się jednak nowe postacie.

## Obsada[6]
Reżyseria: Wiktor Skrzynecki

Scenariusz: Rafał Kosik, Wiktor Skrzynecki

Zdjęcia: Grzegorz Kędzierski
Producent: Włodzimierz Niderhaus

Produkcja: Wytwórnia Filmów Dokumentalnych i Fabularnych (Warszawa)

Kierownik produkcji: Jan Kaczmarski

Koprodukcja: Media Group, Lightcraft Warsaw, Studio Filmowe OKO, Instytucja Filmowa Silesia-Film

Dystrybucja: Phoenix Film Distribution
- Kamil Klier – Felix Polon
- Maciej Stolarczyk – Net Bielecki
- Klaudia Łepkowska – Nika Mickiewicz
- Jakub Bohosiewicz – Piotr Polon
- Adam Woronowicz – Rybak
- Izabela Noszczyk – „Ekierka” / Polka
- Dobromir Dymecki – oficer
- Marek Kossakowski – młody żołnierz
- Michał Jarmicki – Weber
- Ireneusz Czop – dowódca partyzant
- Jerzy Matula – prof. Zenon Butler
- Cezary Pazura – Manfred (głos)
- Andrew Futaishi – Japończyk
- Gabby Wong – Japonka
- Lia Alu – Włoszka
- Lewis Nicolai – Włoch
- David Bertrand – Francuz
- David Barnaby – stary Niemiec
- Robert Wainwright – angielski gentleman
- Andrew Ashford – Amerykanin